# Fionntán Ó Súilleabháin

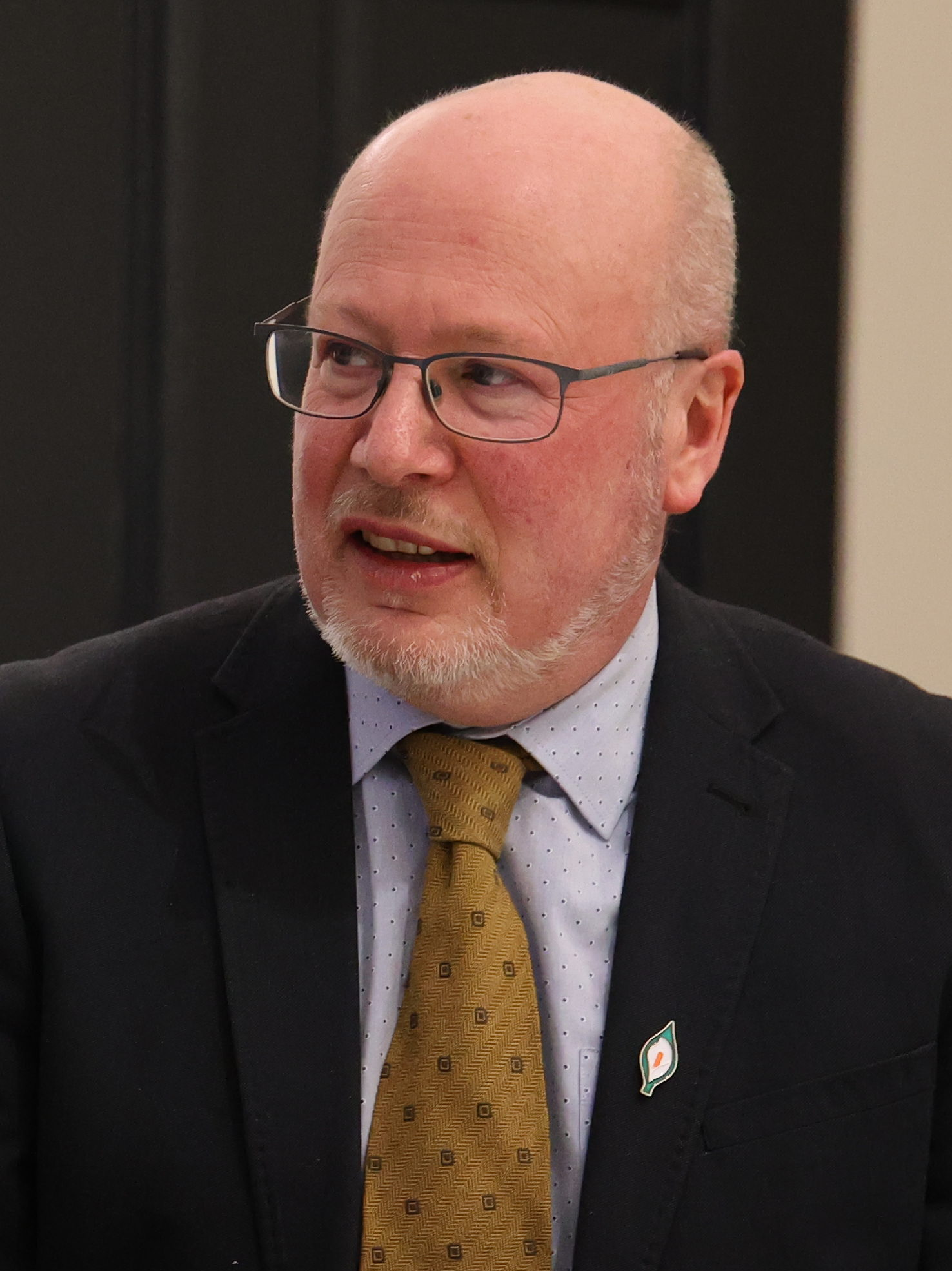
Fionntán Ó Súilleabháin (2024)

Fionntán Ó Súilleabháin (* 1968/1969) ist ein irischer Politiker der Sinn Féin, der seit 2024 Abgeordneter im Dáil Éireann ist.

## Leben
Fionntán Ó Súilleabháin war lange Zeit Förderschullehrer. 2014 wurde er in den Wexford County Council für Gorey gewählt. Bei den Wahlen zum Dáil Éireann 2024 errang er im neu geschaffenen Wahlkreis Wicklow–Wexford einen Sitz.
Fionntán Ó Súilleabháin steht regelmäßig auch in den eigenen Reihen in der Kritik, weil er sich gegen die irische Immigrationspolitik wendet. Seiner Meinung nach besteht ein überwiegender Teil der Immigranten aus Wirtschaftsflüchtlingen.